# Pomnik Stefana Wyszyńskiego w Krakowie
Pomnik Stefana Wyszyńskiego – pomnik upamiętniający Stefana Wyszyńskiego, znajdujący się w Krakowie, w dzielnicy V Krowodrza w parku Henryka Jordana, przy al. 3 Maja, na Czarnej Wsi.
Popiersie Stefana Wyszyńskiego, jest dziełem zaprojektowanym przez Macieja Zychowicza, jako odlew z brązu.
Pomnik został uroczyście osłonięty w 1999 roku.